# IC 1811
IC 1811 је спирална галаксија у сазвјежђу Пећ која се налази на листи објеката дубоког неба у Индекс каталогу.
Деклинација објекта је - 34° 15' 53" а ректасцензија 2h 30m 38,0s. Привидна величина (магнитуда) објекта IC 1811 износи 13,5 а фотографска магнитуда 14,3. IC 1811 је још познат и под ознакама ESO 355-20, MCG -6-6-8, AM 0228-342, PGC 9555.